# Miasta w Chile

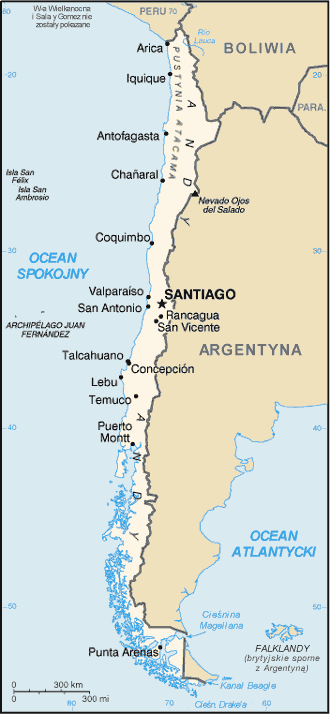

Według danych oficjalnych pochodzących z 2002 roku w Chile istniało ponad 80 miast o ludności przekraczającej 3,5 tys. mieszkańców. Ludność miejska stanowi 86% ogółu ludności Chile. Stolica kraju Santiago jako jedyne miasto liczyło ponad milion mieszkańców i mieszka w nim blisko 1/3 ludności kraju; 23 miasta z ludnością 100–500 tys.; 16 miast z ludnością 50–100 tys.; 25 miast z ludnością 25–50 tys. oraz reszta miast poniżej 25 tys. mieszkańców.

## Największe miasta w Chile
Największe miasta w Chile według liczebności mieszkańców (stan na 09.04.2012):
| Lp. | Miasto       | Region                | Liczba ludności |
| --- | ------------ | --------------------- | --------------- |
| 1.  | Santiago     | Region Metropolitalny | 4 963 000       |
| 2.  | Puente Alto  | Region Metropolitalny | 583 471         |
| 3.  | Viña del Mar | Valparaíso            | 331 399         |
| 4.  | Antofagasta  | Antofagasta           | 330 000         |
| 5.  | Valparaíso   | Valparaíso            | 280 000         |
| 6.  | San Bernardo | Region Metropolitalny | 269 000         |
| 7.  | Temuco       | Araucanía             | 240 000         |
| 8.  | Rancagua     | Libertador            | 222 454         |
| 9.  | Concepción   | BíoBío                | 207 000         |
| 10. | Puerto Montt | Los Lagos             | 205 000         |

## Alfabetyczna lista miast w Chile
Spis miast Chile powyżej 3,5 tys. mieszk. według spisu ludności z 2002 (czcionką pogrubioną wydzielono miasta powyżej 1 mln):
- Alto Hospicio
- Ancud
- Angol
- Antofagasta
- Arica
- Buin
- Calama
- Cañete
- Castro
- Cauquenes
- Chiguayante
- Chillán
- Chillán Viejo
- Colina
- Concepción
- Concón
- Constitución
- Copiapó
- Coquimbo
- Coronel
- Coyhaique
- Curanilahue
- Curicó
- El Monte
- Graneros
- Hanga Roa
- Hualpén
- Illapel
- Iquique
- La Calera
- La Serena
- La Unión
- Lautaro
- Lebu
- Limache (San Francisco de Limache)
- Linares
- Los Andes
- Los Ángeles
- Lota
- Machalí
- Melipilla
- Molina
- Mulchén
- Nacimiento
- Osorno
- Ovalle
- Padre Hurtado
- Padre Las Casas
- Paine
- Parral
- Peñaflor
- Penco
- Puente Alto
- Puerto Montt
- Puerto Varas
- Punta Arenas
- Quillota
- Quilpué
- Quintero
- Rancagua
- Rengo
- San Antonio
- San Bernardo
- San Carlos
- San Felipe
- San Fernando
- San Javier
- San Pedro de la Paz
- Santa Cruz
- Santiago
- San Vicente de Tagua Tagua
- Talagante
- Talca
- Talcahuano
- Temuco
- Tocopilla
- Tomé
- Valdivia
- Vallenar
- Valparaíso
- Victoria
- Villa Alemana
- Villarica
- Viña del Mar